# Вос, Джино
Джино Вос (нидерл. Gino Vos; род. 6 июля 1990, Осс, Северный Брабант) — нидерландский профессиональный игрок в дартс.

## Карьера
Джино Вос родился 6 июля 1990 года в городе Осс. На турнирах по дартсу имеет прозвище «Лис» (англ. The Fox).
Вос впервые прославился в 18-летнем возрасте на Czech Open 2008, дойдя до финала, где уступил Дэйву Принсу 4:6. Его следующий крупный успех пришел в 2009 году на World Masters в возрасте 19 лет. Он победил таких игроков, как Росс Смит и Тед Хэнки, однако затем со счетом 3:1 проиграл Мартину Адамсу в четвертьфинале.
Вос также играл в европейских турнирах в рамках PDC Pro Tour. Его лучший результат случился в 2011 году в Молодежном туре PDC в Нуланде 18 июня 2011 года, когда он победил своего соотечественника Майкла ван Гервена со счетом 4:0 в полуфинале, но проиграл в финале 2:4 Джо Каллену.
В 2012 году Вос завоевал право участия на Austrian Darts Open в Вене, победив Риккардо Пильапоко и Тун Грибе в европейской квалификации. Он играл с Уэйном Джонсом в первом раунде и победил его со счётом 6:3, но затем проиграл 4:6 Джастину Пайпу во втором раунде. Он также прошел квалификацию на третий турнир European Darts Open, победив в первой игре Джерри Хендрикса и снова встретился с Пайпом в первом раунде в Дюссельдорфе, на этот раз выиграв 6:3. Затем он обыграл своего товарища по квалификации Томаса Зайлера 6:4, но затем проиграл Раймонду ван Барневельду 2:6 в 1/8 финала. Вос играл с Дэйвом Чизноллом в первом раунде чемпионата Европы и проиграл 3:6, но месяц спустя взял реванш, победив 6:1 в первом раунде Dutch Darts Masters. Однако во втором раунде против Джейми Кейвена Джино проиграл с таким же счётом.
Вос квалифицировался на чемпионат мира 2013 года, заняв шестое место рейтинге Европейского тура. В первом же матча он встретился с действующим двукратным чемпионом Адрианом Льюисом и отлично начал матч, выиграв первый сет со счётом 3:0. Он проиграл следующий сет, а затем мог повести в третьем сете 2-1, но упустил два дротика на лег и проиграл весь сет, а затем и матч. Выбыв из турнира, Джино Вос был на 64-м месте в общем рейтинге. Вос прошел квалификацию на UK Open во многом благодаря тому, что добрался в одной из квалификаций до 1/8 финала, где проиграл 2:6 Джо Каллену. Он прошел через матч предварительного раунда против Алана Дерретта, но далее проиграл Конни Финнану со счетом 1:5 в первом раунде. Он дошел до основной сетки двух турниров European Tour в течение года, проиграв Филу Тейлору 2:6 в первом раунде Гибралтарского Дартс Трофи и победив Ричи Бёрнетта 6:4 на турнире Dutch Darts Masters.
Вос прошел квалификацию на свой второй подряд чемпионат мира, победив Дика ван Дейка со счетом 6:3 в финале отборочного турнира Западной Европы. Он проиграл гонконгскому дартсмену Ройдену Ламу 4:1 в предварительном раунде. Тем не менее, он все же закончил год на 58-м месте в рейтинге, сохранив место в Туре. Он достиг двух турниров Европейского тура в течение года, но сразу же проиграл в первых раундах обоих.
Вос вылетел из 64-х лучших в мировом рейтинге в январе 2015 года, опустившись на 87-е место, и поэтому вступил в Q-School в попытке вернуть себе место. В последний день он добрался до 1/16 финала, но этого оказалось недостаточно, чтобы заработать новую Карту. Первую половину года он отыграл неудачно, и с тех пор не участвовал в турнирах PDC. Вос перешёл в турниры BDO в 2019 году, квалифицировался на чемпионат мира 2020 под эгидой Британской организации дартса, но проиграл в первом раунде Мартину Клермакеру 0:3.

## Результаты на чемпионатах мира

### PDC
- 2013: Первый раунд (проиграл Адриану Льюису 1-3)
- 2014: Предварительный раунд (проигран Ройдену Ламу 1-4) (леги)

### BDO
- 2020: Первый раунд (проиграл Мартину Клермакеру 0-3)